# Pico Formoso Pequeno
Pico Formoso Pequeno ist ein Berg auf São Tomé und Príncipe.

## Geographie
Der Pico Formoso Pequeno ist ein Gipfel der zentralen Bergkette auf São Tomé und liegt östlich des Zentrums der Insel. Er liegt zwischen Aguã Belas (W) und Bombaim (O) und überblickt nach Osten das Vale Formoso. Der Berg ist bewaldet und an seinen Hängen entspringen Quellbäche des Rio Abade. Im Osten schließt sich der Pico Formoso Grande und nach Südwesten erhebt sich das Bergmassiv, von welchem der Gipfel nur ein Ausläufer ist, bis auf über 1200 m Höhe.